# Euryopa clarindae
Euryopa clarindae är en skalbaggsart som beskrevs av Wittmer 1996. Euryopa clarindae ingår i släktet Euryopa och familjen Phengodidae. Inga underarter finns listade i Catalogue of Life.